# Sieurac de Rabairac
Sieurac de Rabairac (en francès Siorac-de-Ribérac) és un municipi francès situat al departament de la Dordonya i a la regió de la Nova Aquitània.

## Demografia
| 1962                                       | 1968 | 1975 | 1982 | 1990 | 1999 | 2007 |
| ------------------------------------------ | ---- | ---- | ---- | ---- | ---- | ---- |
| 291                                        | 270  | 226  | 228  | 227  | 264  | 259  |
| Des de 1962: població sense dobles comptes |      |      |      |      |      |      |

## Administració
| Període   | Identitat             | Partit |
| --------- | --------------------- | ------ |
| 1989-2001 | Armand Benoît         |        |
| 2001-     | Jean-Pierre Chaumette |        |